# 伊藤佐智子
伊藤 佐智子（いとう さちこ）は、衣裳デザイナー、スタイリスト、クリエイティブ・ディレクター。
映画、演劇、そして時代の流れを象徴する広告の中で、一枚の布からはじまる様々な表現を構築し提案。衣裳デザインはもとより、商品開発から空間デザインに至るまで、ジャンルを超えたコンセプチュアルワークを手がけている。東京2020パラリンピック開会式衣装ディレクター。

## 略歴
1970年　清泉女学院中学高等学校卒
1972年　アトリエ伊藤佐智子（1992年に「株式会社ブリュッケ」に社名変更）を設立、オートクチュール開業。
1973年、渋谷パルコオープニングキャンペーン、資生堂「シフォネット」キャンペーンを皮切りに“オーダーメイド・システム”によるファッションデザイン活動を開始。

## 作品

### TV
- 眩（くらら）〜北斎の娘〜（2017年、NHKドラマ）
- べらぼう（2025年、NHK大河ドラマ）[6]

### 映画
- そろばんずく（1986年、森田芳光監督）
- 二十世紀少年読本（1988年、林海象監督）
- ZIPANG（1989年、林海象監督）
- フィガロストーリー“月の人”（1991年、林海象監督）
- RAMPO（1992年、黛りんたろう監督/奥田和由監督）
- CAT’s EYE（1997年、林海象監督）
- 白痴（1999年、手塚眞監督）
- 式日（2000年、庵野秀明監督）
- 連弾（2000年、竹中直人監督）
- 月に沈む（2002年、行定勲監督）
- サヨナラCOLOR（2005年、竹中直人監督）
- オペレッタ狸御殿（2005年、鈴木清順監督）
- 春の雪（2005年、行定勲監督）
- ベロニカは死ぬことにした（2006年、堀江慶監督）
- 無花果の顔（2006年、桃井かおり監督）
- 遠くの空に消えた（2007年、行定勲監督）
- 舞妓Haaaan!!! （2007年、水田伸生監督）
- クローズド・ノート（2007年、行定勲監督）
- ヤーチャイカ（2008年、覚和歌子・谷川俊太郎監督）
- 空気人形（2009年、是枝裕和監督）
- 指輪をはめたい（2011年、岩田ユキ監督）
- 謝罪の王様（2013年、水田伸生監督）
- 繕い裁つ人（2015年、三島有紀子監督）
- 海街diary（2015年、是枝裕和監督）
- 海辺の生と死（2017年、越川道夫監督）
- ナラタージュ（2017年、行定勲監督）
- 今夜、ロマンス劇場で（2018年、武内英樹監督）
- 陰陽師0（2024年、佐藤嗣麻子監督）

### 舞台
- 演劇『兵士の物語』（1974年、厚木凡人演出）
- 演劇『ハムレット』（1976年、木村光一演出）
- 演劇『シーソー』（1978年、岡田真澄演出）
- コンサート『松任谷由実コンサート』（1980年～90年）
- 演劇『ノー・ストリングス』（1984年、渡辺浩子演出）
- コンサート『井上陽水コンサート』（1988年）
- 演劇『ブンナよ木からおりてこい』（1994年、鈴木完一郎演出）
- コンサート『井上陽水コンサート』（1999年～2011年）
- 演劇『月光のつつしみ』（2002年、岩松了演出）
- 演劇『人形の家』（2008年、デヴィット・ルボー演出）
- 演劇『楽屋』（2009年、生瀬勝久演出）
- 演劇『ベッジ・パードン』（2011年、三谷幸喜演出）

### 展覧会
- 『伊藤佐智子ガイコツ展』（1984年～86年、六本木 NEWS）
- 『Saraça Vision』（2003年、総合ディレクション　資生堂ギャラリー）
- 台湾故宮博物院企画展『歴史典蔵的新生命』（2004年、展示・映像企画　台湾故宮博物院）
- 『着物で遊ぶ・菊池信子さんの場合』（2005年、総合ディレクション　ミキモトホール）
- きものサローネin日本橋2015『伊藤佐智子　息づく、きもの展』（2015年、日本橋三井ホール）

### 広告
（一部を紹介）
- サントリーローヤル「ランボー」「ガウディ」（1983年～）
- 富士フイルム「写ルンです」（1992年～）
- トヨタ「チェイサー」「スターレット」ほか（1992年～）
- 資生堂「PERKY JEAN」「レシェンテ」「TSUBAKI」ほか（1987年～）
- ラフォーレ「グランバザール」

## 著書
- 『更紗 Saraça Vision』（2003年、写真：上田義彦　青幻舎）ISBN 978-4916094858
- 『STYLE BOOK』（2005年、伊藤佐智子×宮沢りえ　講談社）ISBN 978-4062127035 [7]
- 『着物で遊ぶ』（2005年、写真：清水尚　青幻舎）ISBN 978-4861520334
- 『日本の染と織』（2011年、パイ・インターナショナル）ISBN 978-4756241276
- 『きもの　平安から現代まで　日本の服飾図譜』（2011年、パイ・インターナショナル）ISBN 978-4756241450